# Joseph Bonanno
Joseph Charles Bonanno (născut Giuseppe Carlo Bonanno; italiană: [dʒuˈzɛppe ˈkarlo boˈnanno]; n. 18 ianuarie 1905, Castellammare del Golfo, Sicilia, Regatul Italiei – d. 11 mai 2002, Tucson, Arizona, SUA), cunoscut uneori și sub numele de Joe Bananas, a fost liderul familiei Bonnano din 1931 până în 1968.
Bonanno s-a născut în Castellammare del Golfo, Sicilia, tatăl său fiind cunoscut pentru legăturile cu crima organizată. Familia sa a emigrat în Statele Unite când acesta era în vârstă de trei ani și s-au stabilit la New York. Au locuit aici timp de 10 ani înainte să se reîntoarcă în Italia. În 1924, Bonanno a intrat ilegal în Statele Unite după ce s-a strecurat la bordul unei bărci cubaneze cu destinația Tampa, Florida. După războiul Castellammarese, Salvatore Maranzano este ucis (1931), iar Bonanno preia o mare parte din operațiunile familiei, iar la vârsta de 26 de ani devine cel mai tânăr don al unei familii asociate mafiei americane. În 1963, Bonanno a plănuit alături de Joseph Magliocco⁠(d) asasinarea mai multor rivali din Comisie. După ce Magliocco i-a cerut celui mai bun asasin al său, Joseph Colombo, să-i elimine, acesta din urmă a dezvăluit planul rivalilor lui Bonanno. În timp ce membrii Comisiei au decis să nu-l ucidă pe Magliocco, Bonanno a fugit în Canada. S-a reîntors pentru scurt timp la New York în 1964 și apoi a dispărut până în 1966. Când a reapărut în 1968, Bonnano s-a retras în Arizona. Spre finalul vieții a devenit scriitor și publicat o lucrare intitulată Un om de onoare: Autobiografia lui Joseph Bonanno (1983). Bonanno a murit pe 11 mai 2002 în Tucson, Arizona.